# Nadège Arnault
Nadège Arnault, née le 29 juillet 1957 à Chinon, est une femme politique française. Elle est présidente du Conseil départemental d'Indre-et-Loire, depuis le 18 octobre 2023. Sans étiquette politique, elle met en avant l'intérêt général avant toute appartenance partisane. Elle fait partie des élus de l'ADF, en charge des discussions avec le premier ministre français François Bayrou, pour établir le prochain budget d'Etat 2026.

## Biographie
Issue d'une famille d'agriculteurs, Nadège Arnault a exercé pendant de nombreuses années en tant que secrétaire de mairie à Crissay-sur-Manse. Ce parcours professionnel de terrain a nourri son attachement aux territoires ruraux et à la proximité avec les administrés.

## Parcours politique
Engagée dans la vie locale depuis le début des années 2000, elle entame son parcours politique comme conseillère municipale en 2001. Elle est ensuite élue maire de Theneuil en 2005, fonction qu'elle occupera pendant 18 ans, jusqu’en 2023.
Parallèlement, elle est élue conseillère départementale d’Indre-et-Loire en 2004. Le 18 octobre 2023, elle devient la présidente du Conseil départemental, succédant à Jean-Gérard Paumier. Elle est la troisième femme à occuper ce poste dans l’histoire du Département.
Fidèle à une ligne indépendante, Nadège Arnault se définit comme une élue « sans étiquette », affirmant que « c'est l'intérêt général qui prime. »
En 2024, elle prend la tête d'une dynamique en faveur de la défense des "Départements" en tant que collectivité, prenant position, aux côtés de François Sauvadet, en faveur d'un retour à l'autonomie fiscale.